# Microgramma
Microgramma är ett släkte av stensöteväxter. Microgramma ingår i familjen Polypodiaceae.

## Dottertaxa tillMicrogramma, i alfabetisk ordning[1]
- Microgramma baldwinii
- Microgramma bifrons
- Microgramma bismarckii
- Microgramma brunei
- Microgramma chrysolepis
- Microgramma cordata
- Microgramma crispata
- Microgramma dictyophylla
- Microgramma fosteri
- Microgramma fuscopunctata
- Microgramma geminata
- Microgramma heterophylla
- Microgramma latevagans
- Microgramma lindbergii
- Microgramma lycopodioides
- Microgramma mauritiana
- Microgramma megalophylla
- Microgramma microsoroides
- Microgramma moraviana
- Microgramma mortoniana
- Microgramma nitida
- Microgramma percussa
- Microgramma persicariifolia
- Microgramma piloselloides
- Microgramma recreense
- Microgramma reptans
- Microgramma rosmarinifolia
- Microgramma squamulosa
- Microgramma tecta
- Microgramma thurnii
- Microgramma tobagensis
- Microgramma tuberosa
- Microgramma ulei
- Microgramma vaccinifolia